# راهدار (دشتستان)
راهدار، روستایی است از توابع بخش مرکزی در شهرستان دشتستان استان بوشهر ایران.

## جمعیت
این روستا در دهستان دالکی قرار داشته و بر اساس سرشماری سال ۱۳۸۵ جمعیت آن ۱۴۵۴نفر (۳۰۵خانوار) بوده‌است.
این روستا در ۷ کیلومتری برازجان قرار دارد. در رای‌گیری سال ۱۳۹۲ریاست جمهوری تعداد افراد واجد شرایط بالای ۷۰۰نفر طبق امار اعلام شده.
این روستا دارای مرکز بهداشت و پایگاه مقاومت بسیج و همچنین چهار مسجد و دو حسینیه می‌باشد .
اکثر مردم این روستا به رانندگی اشتغال دارند. کارخانه سیمان دشتستان در بالای این روستاقرار دارد